# Kurt Hirschfeld

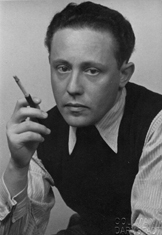
Kurt Hirschfeld

Kurt Hirschfeld (* 10. März 1902 in Lehrte; † 8. November 1964 in Tegernsee) war ein deutscher Theaterregisseur und Dramaturg am Schauspielhaus Zürich.

## Leben
Kurt Hirschfeld wurde als Sohn des jüdischen Kaufmannes Hermann Hirschfeld (1871–1941) und seiner Frau Selma geb. Auerhahn (1877–1926), Tochter eines Rabbiners, in Niedersachsen geboren. Die Familie betrieb ein Herrenkonfektionsgeschäft am Sedanplatz in Lehrte. Er wuchs in einer religiösen Familie auf, die in der Stadt angesehen war. Nach dem Besuch der Mittelschule in Lehrte wechselte Hirschfeld 1914 auf das Realgymnasium am Aegidientorplatz in Hannover. Schon in der Schulzeit verfasste und veröffentlichte er Gedichte und Essays. Anstatt im Unterricht mitzuarbeiten, las er nach eigenen Angaben unter der Bank Literaturen, zu denen ich sicher noch keinen Zugang hatte.
Er studierte Philosophie, Soziologie, Germanistik und Kunstgeschichte in Heidelberg, Frankfurt am Main und Göttingen. Ab 1930 arbeitete er als Dramaturg am Hessischen Landestheater Darmstadt. Sein Regiedebüt gab er mit Erich Kästners Leben in dieser Zeit.
Nach der Machtergreifung der Nationalsozialisten 1933 wurde Hirschfeld entlassen. Zunächst lebte er, ohne registriert zu sein, bei Freunden in Berlin, dann bekam er ein Angebot des Direktors des Schauspielhauses Zürich, Ferdinand Rieser, und emigrierte in die Schweiz. Er lebte sich nach Anfangsschwierigkeiten schnell ein und vermittelte die Anstellung zahlreicher deutscher Exil-Schauspielerinnen und -Schauspieler wie Therese Giehse, Wolfgang Langhoff, Ernst Ginsberg und andere.
1934 wurde Hirschfeld entlassen, es war zu Differenzen mit Rieser gekommen. 1934/35 arbeitete er als Lektor im Verlag von Emil Oprecht, danach ging er zuerst als Korrespondent nach Moskau. Danach fand er eine Stelle als Regieassistent beim bekannten Meyerhold-Theater. Als der Theaterleiter 1938 von Stalins Geheimpolizei verhaftet und später erschossen wurde, kehrte Hirschfeld in die Schweiz zurück. Zusammen mit Emil Oprecht initiierte er dort die Übernahme des bislang kommerziell geführten Schauspielhauses in eine von der öffentlichen Hand unterstützte Aktiengesellschaft.
Zusammen mit dem neuen Direktor Oskar Wälterlin baute Hirschfeld als Dramaturg das Repertoire des Theaters aus und machte dieses zu einer führenden Schaubühne im deutschsprachigen Raum mit einer klaren antifaschistischen Ausrichtung. Durch seine Kontakte fanden in Zürch noch während des Zweiten Weltkriegs mehrere Uraufführungen von Brecht-Stücken statt. Daneben wurde von Hirschfeld und Wälterlin weiter „das Bildrepertoire der schweizerischen Nationalmythologie (u.a. mit Tell-Inszenierungen)“ gepflegt. 1946 zum Vizedirektor ernannt, inszenierte Hirschfeld unter anderem Brechts Herr Puntila und sein Knecht Matti (Uraufführung 1948), dessen Im Dickicht der Städte (1960), O’Neills Der Eismann kommt (1950), Sophokles’ König Ödipus (1954), Lessings Emilia Galotti (1959), dessen Nathan der Weise (1964), T. S. Eliots Ein verdienter Staatsmann (1960), Max Frischs Andorra (Uraufführung 1961) und Frank Wedekinds Lulu (1962).

Max Frisch und Kurt Hirschfeld bei den Proben zur Uraufführung des Stücks Andorra, Schauspielhaus Zürich, Foto: Comet Photo, Bildarchiv der ETH-Bibliothek Zürich, 1961

1961 wurde Hirschfeld nach Wälterlins Tod Direktor des Zürcher Schauspielhauses und inszenierte das Stück Andorra von Max Frisch. 1962 wurde er in Hannover mit dem Großen Niedersächsischen Kulturpreis geehrt und inszenierte Dürrenmatts Die Physiker am dortigen Ballhof.

## Privatleben
Hirschfeld heiratete 1951 Tetta Scharff, Tochter des Bildhauers Edwin Scharff, 1952 kam die gemeinsame Tochter Ruth Hirschfeld zur Welt, die später selbst im Theater- und Filmbereich tätig geworden ist. Hirschfeld starb 1964 im Alter von 62 Jahren an Lungenkrebs in einem Sanatorium am Tegernsee und wurde auf dem Israelitischen Friedhof Oberer Friesenberg in Zürich begraben.

## Ehrungen
Seit 1985 ist der zentrale Theater- und Veranstaltungssaal der Stadt Lehrte nach ihm benannt (Kurt-Hirschfeld-Forum).
Seit 2003 erinnert in Zürich-Nord der Kurt-Hirschfeld-Weg an ihn (Nähe Emil-Oprecht-Platz).